# 约纳瓦足球俱乐部
约纳瓦足球俱乐部是立陶宛約納瓦的一家足球俱乐部，参加立陶宛足球超級聯賽的赛事。主場为约纳瓦中央体育场。

## 外部連結
- 官方网站 （立陶宛文）